# Roberta D'Angelo
Roberta D'Angelo (Marsala, 22 ottobre 1955) è una cantautrice italiana.

## Biografia
Si trasferisce con la famiglia sin da piccola a Roma. Diplomata al Conservatorio in pianoforte, ottiene un contratto con l'RCA Italiana e nel 1975 partecipa al progetto Musica dal pianeta donna: Le cantautori insieme a Silvia Draghi, Nicoletta Bauce ed il duo Simo e Susi, ed incide per l'album I soliti sassi e La luna ancora, canzone sulla prostituzione.
I soliti sassi viene pubblicato anche su singolo dove nel lato B si trova l'inedita È inutile morire.
Nel 1976 esce il secondo singolo, Marilyn, e poi il suo primo Lp Roberta D'Angelo. D'Angelo continua a esibirsi soprattutto come sostenitore nelle tournée di Baglioni, Venditti e De Gregori.
Nel 1977 pubblica il singolo Eva; nel 1978 il suo secondo album ...Abitare a Cinecittà (tra le canzoni: Racconto, scritto con Serena Dandini, Le mosche non hanno anima, Ultimo ideogramma cinese).
Nel 1979 Raitre le dedica una puntata in un programma su nuovi talenti musicali. Nel 1980 pubblica il terzo album, Casablanca; nel 1982 incide un singolo rock-punk metropolitano Lulù, con il quale entra in finale al concorso radiofonico Rai Un'isola da trovare, prestazione che ripete l'anno successivo con un altro singolo dance-afro, Noce di cocco, ironia sulle sdolcinate canzoni d'amore.
Negli anni successivi inizia la professione di insegnamento della musica nella scuola media F. Petrarca di Roma, si sposa e ha due figli: Angelica e Roberto.
Dopo anni di inattività discografica, il 4 febbraio 2020 pubblica da indipendente, sui più importanti digital stores, un nuovo singolo intitolato Due terzi di vita, brano che racconta in modo ironico il rapporto di Roberta con la vecchiaia, prodotto da Mike War con sonorità Trap-Reggaeton.
Il 14 Luglio 2020 esce sui digital stores il secondo singolo di questo nuovo progetto discografico dal titolo Vento di mare, dedicato al bambino che è in noi, a cui si chiede di realizzare i propri sogni.
Il 25 Novembre, in concomitanza con la Giornata internazionale per l'eliminazione della violenza contro le donne, esce sui digital stores il terzo singolo dell'attuale progetto di Roberta, intitolato M'imbarazzo a raccontarti.
Il 23 Gennaio 2021 esce sui digital stores il quarto singolo del nuovo progetto discografico di Roberta, intitolato "Ci vediamo fra vent'anni", brano che ironizza sulle argomentazioni trattate nei testi trap, inclini a denigrare la figura femminile.
Il 15 aprile 2021 esce sui digital stores il quinto singolo del nuovo progetto discografico di Roberta, intitolato "Il futuro è già domani".
Il 20 maggio 2021 esce sui digital stores il sesto singolo di Roberta D'Angelo, "Sono stufa di volerti bene", canzone ballabile, sarcastica, mordace e sferzante, perfettamente in linea con lo stile ironico della cantautrice siciliana.
Il 30 giugno 2021 esce sui digital stores "Battigia", il primo di una serie di "scherzi strumentali" composti da Roberta per pianoforte e percussioni.
Il 22 ottobre 2021 esce sui digital stores il settimo singolo del nuovo progetto discografico di Roberta, intitolato "Non è divertente?".
L'8 dicembre 2021 esce sui digital stores "Piuma", secondo "scherzetto strumentale" composto da Roberta per pianoforte e percussioni.
Il 25 febbraio 2022 esce sui digital stores l'ottavo singolo del nuovo progetto discografico di Roberta, intitolato "Non ha più angeli Roma".
Il 22 aprile 2022 esce sui digital stores "Dubbi", terzo "scherzetto strumentale" composto da Roberta per pianoforte e percussioni.
Il 24 giugno 2022 esce sui digital stores il nono singolo del nuovo progetto discografico di Roberta, intitolato "Adesso son sei sei".
Il 23 dicembre 2022 esce sui digital stores il quarto brano strumentale per pianoforte e percussioni "Passi distratti".
Il 31 marzo del 2023 esce sui digital stores il decimo singolo del nuovo progetto discografico di Roberta, ormai conclamata artista "indipendente", prodotto da Mike War, "DIREZIONE AVVERSA".

## Discografia

### Album
- 1975 – Le cantautori - con Nicoletta Bauce, Simo e Susi e Silvia Draghi (RCA Italiana, TPL 1-1181; Roberta D'Angelo canta due brani: I soliti sassi e l'inedita La luna ancora)
- 1976 – Roberta D'Angelo (RCA Italiana, TPL 1-1213)
- 1978 – ...Abitare a Cinecittà... (RCA Italiana, PL 31356)
- 1980 – Casablanca (Dischi Ricordi, SMRL 6271)

### Singoli
- 1975 – I soliti sassi/È inutile morire (RCA Italiana, TPBO 1171)
- 1976 – Marilyn/Maria (RCA Italiana, TPBO 1230)
- 1977 – Eva/C'era una volta... una canzone da vendere (RCA Italiana, PB 6029)
- 1978 – Cinecittà/Mimì (RCA Italiana, PB 6171)
- 1980 – Casablanca/Nuovo astro cine (Dischi Ricordi, SRL 10928)
- 1982 – Lulù/Orologio digitale (Dischi Ricordi, SRL 10964)
- 1983 – Noce di cocco/L'ascensore funziona? (Suono Record)
- 2020 – Due terzi di vita
- 2020 – Vento di mare
- 2020 – M'imbarazzo a raccontarti
- 2021 – Ci vediamo fra vent'anni
- 2021 – Il futuro è già domani
- 2021 – Sono stufa di volerti bene
- 2021 – Non è divertente?
- 2022 – Non ha più angeli Roma
- 2022 – Adesso son sei sei
- 2023 - DIREZIONE AVVERSA

### Brani Strumentali
- 2021 – Battigia
- 2021 – Piuma
- 2022 – Dubbi
- 2022 – Passi distratti